# Choerodon paynei
 Choerodon paynei és una espècie de peix de la família dels làbrids i de l'ordre dels cipriniformes que es troba a Austràlia Occidental.